# Ваникоро
Ваникоро (англ. Vanicoro) — небольшой гористый остров и скопление островов в западной части Тихого океана. Относится к островной дуге Санта-Крус — Новые Гебриды. Административно входит в состав провинции Темоту государства Соломоновы Острова. Примерно в 40 км к северо-западу расположен остров Утупуа, в 140 км к юго-востоку — остров Тикопиа.

## География
Площадь острова составляет около 173,2 км². Недалеко расположены маленькие острова Теану, Номиану, Нанунга и Маниеве. За исключением острова Нанунга все острова имеют вулканическое происхождение. Группу, покрытую густой растительностью, окружает коралловый риф. Высшая точка — гора Мбагне (923 м).

### Геология
Ваникоро, как и близлежащие острова, образовались в эпохи плиоцена и плейстоцена. В строении острова преобладают базальтовые породы. Точный возраст вулканита не установлен. Остров Ваникоро, как и другие острова Санта-Крус, образовались в результате столкновения Австралийской и Тихоокеанской плит, что и послужило причиной вулканической активности в этом регионе в далёком прошлом. В настоящее время острова вулканически неактивны, а их поверхность с течением времени подверглась значительной эрозии.

## История
Об острове европейцам стало известно в XVIII—XIX веках во время поисков экспедиции французского путешественника Жана Франсуа де Лаперуза. Оба французских корабля под командованием путешественника потерпели крушение на рифах у берега Ваникоро в 1788 году. Во время следующей экспедиции в 1828 году под командованием Жюля-Сезара Дюмон-Дюрвиля выживших из экспедиции Лаперуза найдено не было, однако, по свидетельствам туземцев, последние четыре матроса умерли в 1825 году.
Остров Ваникоро упоминается в книге Жюля Верна «20 000 лье под водой».

## Население
Острова заселены очень слабо. Численность населения составляет около 1293 жителей (2009), большинство из которых представлено меланезийцами. На острове также проживает около 200 полинезийцев, говорящих на языке тикопиа.

## Экономика
Основные занятия местных жителей — рыболовство и земледелие. Есть паромное сообщение с другими островами страны.
В 2015 году на Ваникоро начались широкомасштабные лесозаготовки, что представляет собой угрозу для местной флоры и фауны.